# ジョー・ヒッグス
ジョー・ヒッグス（Joe Higgs、1940年6月3日 - 1999年12月18日）は、ジャマイカのミュージシャン。トレンチタウンでジミー・クリフ、ボブ・マーリーらに音楽を教えたことから「レゲエの父」と呼ばれた。
スカが流行した1960年代、彼はロイ・ウィルソンと共にデュオ「ヒッグス&ウィルソン」として活躍した。またボブ・マーリーら、ウェイラーズに音楽を教えた人物でもある。代表曲に『There's a reward』、ピーター・トッシュがカバーして有名になった『Stepping Razor』などがある。

## 経歴
1940年、ジャマイカ、キングストンに生まれる。
1958年、ロイ・ウィルソンと共にヒッグス＆ウィルソンを結成し、1959年エドワード・シアガのWIRLレーベルからの『Manny Oh』でデビュー。同楽曲はジャマイカ国内だけで2万5千枚を超える売り上げを記録し、ジャマイカ音楽産業における最初期のヒット曲の一つとなった。
1962年、ソロ転向。この頃よりトレンチタウンにおいて、ジミー・クリフ、ボブ・マーリー、バニー・ウェイラー、ピーター・トッシュ、デリック・ハリオット、ジュディ・モワット、ウェイリング・ソウルズらに音楽を教える。
1973年、自身のレーベルElevationからリリースした『Invitation to Jamaica』がジャマイカ政府観光局主催の楽曲コンテストで優勝する。同年ウェイラーズのアメリカツアーにバニー・ウェイラーの代理メンバーとして参加。
1975年、自身のレーベルGrounationよりアルバム『Life of Contradiction』を発表。
1994年、レゲエ・ジャパンスプラッシュで来日公演を行う。
1999年12月18日、癌により他界。
2007年、生前の功績をたたえてジョー・ヒッグス音楽賞（Joe Higgs Music Award）が設立された。